# COLLADA
COLLADA (acronimo di COLLAborative Design Activity) è un formato file di interscambio tra applicazioni 3D distribuito gratuitamente insieme al codice sorgente dall'organizzazione no-profit Khronos Group Inc. Il formato file è realizzato in codice XML.

## Storia
Il formato è stato sviluppato grazie alla collaborazione tra diversi partner, principalmente Vicarious Vision, Emdigo, Novodex, Discreet (ora Autodesk), Alias e Softimage. L'obiettivo alla base dello sviluppo di un nuovo formato file era poter garantire la massima compatibilità tra i vari software senza favorire nessuna delle compagnie coinvolte, che avrebbero voluto far adottare il proprio formato proprietario piuttosto che progettarne uno nuovo.
COLLADA venne presentato al pubblico in occasione del SIGGRAPH tenutosi a Los Angeles nel 2004, dove venne presentato come un formato di scambio in grado di supportare tutti i principali elementi delle numerose applicazioni 3D sul mercato. In particolare, venne sottolineato come il nuovo formato file presentato dalla Sony Computer Entertainment fosse particolarmente adatto allo sviluppo di videogiochi. Durante l'evento, vennero effettuate dimostrazioni delle capacità del formato scambiando modelli tridimensionali tra le due console leader del mercato: Xbox e PlayStation 2.
Durante il SIGGRAPH del 2005, la Khronos Group Inc. annunciò di aver acquisito il formato COLLADA come standard industriale grazie ai numerosi pareri positivi ricevuti dai propri promoters. A seguito di ulteriori sviluppi, si unirono al team di sviluppo di COLLADA anche NVIDIA Corporation, ATI Technologies, 3DLab e Nokia.
Nel 2006 il formato è stato distribuito al pubblico.
Ad oggi, a questo formato va preferito il GlTF (GL Transmission Format), giunto alla sua seconda versione e supportante i materiali PBR.

## Caratteristiche
- Importazione di geometrie mesh;
- Gerarchie di trasformazione;
- Materiali e texture;
- Shaders;
- Telecamere virtuali e luci;
- Skin e Morphing;
- Animazione;
- Simulazioni fisiche;
- Istanze;

## Software supportati
Come detto, COLLADA è supportato, nativamente o tramite appositi pacchetti di installazione separati, da numerose applicazioni 3D, tra le quali:
- 3D Studio Max
- Autodesk Maya
- Poser
- LightWave 3D
- Maxon Cinema 4D
- Softimage XSI
- SketchUp
- Sweet home 3D
- Blender
- Bryce
- Luxology MODO
- Lumion
- AVEVA AVP

## Versioni
- 1.0: ottobre 2004
- 1.2: febbraio 2005
- 1.3: giugno 2005
- 1.4.0: gennaio 2006. Aggiunto il supporto skin e morph targets, dinamiche fisiche dei corpi rigidi, supporto per materiali OpenGL e shaders. Prima versione pubblicata da Kronos.
- 1.4.1: luglio 2006.
- 1.5.0: agosto 2008; aggiunte cinematica e B-Rep, riprogettazione degli effetti e supporto OpenGL ES[3]